# پی‌اس پایونیر (۱۹۰۵)
پی‌اس پایونیر (۱۹۰۵) (به انگلیسی: PS Pioneer (1905)) یک کشتی است. این کشتی در سال ۱۹۰۵ ساخته شد.